# 中崎
中崎，是臺灣高雄市橋頭區的一個傳統地域名稱，位於該區東北部。相較於今日行政區，其範圍大致包括中崎里不含西北端及西南端部分邊界地帶及北部東側凸出三角地區的西北部、橋南里東北部兩處典寶溪舊河道右岸地區。
本地區境內主要聚落為中崎、海防（海峰）。

## 歷史
台灣日治初期，中崎地區為一街庄，稱為「中崎庄」（舊制街庄），隸屬於觀音中里。該庄昔日北與滾水庄為鄰，東邊北段與滾水坪庄為鄰，東邊南段及南邊東段與中路林庄為鄰，南邊中段為土庫庄，南邊西段及西邊南段為橋仔頭庄，西邊北段為林仔頭庄。
1901年（日治明治三十四年）11月11日，全台廢縣廳改設二十廳，該庄隸屬於鳳山廳。1904年（明治三十七年）5月3日，該庄編入「仕隆區」，隸屬於鳳山廳。1909年（明治四十二年）10月25日，全台合併二十廳為十二廳，仕隆區改隸屬於臺南廳。1920年（大正九年）10月1日，全台地方制度大改正，廢十二廳改設五州二廳，該庄改制為「中崎」大字，隸屬於高雄州高雄郡楠梓庄（新制街庄）。1924年（大正十三年）12月25日，高雄郡廢郡，楠梓庄改隸屬於岡山郡。1943年（昭和十八年）10月1日，楠梓庄廢庄，本地區改隸屬於岡山街。
戰後岡山街改制為岡山鎮，隸屬於高雄縣，大字亦改制為里。1947年（民國36年）6月1日，岡山鎮拆分出橋頭鄉，本地區改隸屬於橋頭鄉，里亦改制為村。1950年（民國39年）10月1日，高、屏分治，橋頭鄉仍隸屬於高雄縣。2010年（民國99年）12月25日，高雄縣、市合併為直轄高雄市，橋頭鄉改制為橋頭區，村再改制為里。

## 聚落
本地區發展較早的聚落為中崎、海防（海峰），在日治初期的官方地圖上已有記載。

## 交通
國道1號又稱「中山高速公路」，是貫穿台灣西部的兩條縱向高速公路之一，經過本地區東部。最近的交流道在北側為市道186號交會處的岡山交流道，在南側為省道台22線交會處至市道183號交會處的楠梓交流道。由此等可快速前往國道1號沿線各地。
區道高34線是頂鹽田至燕巢的道路，經過本地區西北部。該道路在本地區的部分路段與區道高36線共線。
區道高36線是芋寮至鳳山厝的道路，經過本地區中崎、海防（海峰）等聚落。該道路在本地區的部分路段與區道高34線共線。

## 學校
- 國立高雄科技大學第一校區（小部分）